# Ur (continent)
Pour les articles homonymes, voir UR.
Ur est un paléocontinent formé à l'Archéen il y a 3,1 milliards d'années, succédant au supercontinent Vaalbara. Le mot reprend le préfixe allemand ur- (« ancien, primitif, primordial »).

## Description et devenir
Ur englobait ce qui est devenu actuellement une partie de l'Afrique australe, de Madagascar, de l'est de l'Inde et de l'extrême ouest de l'Australie.
On pense qu'Ur était à sa formation l'unique continent de son époque, bien que plus petit que l'Australie. Il a probablement été formé à la suite de la collision successive de plusieurs arcs insulaires d'origine volcanique.
Ur fusionna avec les supercontinents Nena et Atlantica, ce qui donna Rodinia. puis lors de la dislocation de ce dernier, Ur fut le noyau du Gondwana occidental.